# Ludwig Meinardus
Ludwig Meinardus (Hookfiel (Oldenburg), 17 de setembre de 1827 - Bielefeld, Rin del Nord-Westfàlia, 10 de juliol de 1896) fou un organista, compositor i crític musical alemany del Romanticisme.
Estudià al Gimnàs de Jever i en el Conservatori de Leipzig, i fou deixeble de Riccius, i de Liszt, a Weimar, i de Marx, a Berlín. El 1853 prengué al seu càrrec la direcció de l'Acadèmia de Cant de Glogau, el 1865 fou professor en el Conservatori de Dresden, col·laborà (1874-85) com a crític musical en el Korrespondenten, d'Hamburg, i finalment, fou organista de Bielefeld.
Li valgueren gran fama com a compositor els seus oratoris Simon Petrus i Luther in Worms, les seves balades corals Rolands Schwaunlied, Frau Hitt; etc., les seves obres de música de cambra, simfonies, peces per a piano, etc.
Com a crític són notables les seves obres: Ein Jugendleben (Gotha, 1874), Kulturgeschichtliche Briefe über deutsche Tonkunst (Oldenburg, 1873), Rückblicke auf die Anfänge der deutschen Oper in Hamburg (Hamburg, 1878), Johann Mattheson (Leipzig, 1883), Die Bedeutung der Musik im sozialen Leben des deutschen Volkes (Mind, 1887, Die deutsche Tonkunst...im 18 and 19, Jahrhundert (Leipzig, 1887), i Eigene Wege, eine Geschichte (Bremen, 1895).
Per acabar deixà dues òperes: Bahnesa i Doktor Sassafras, que no arribaren a representar-se.